# 片岡敬司
片岡 敬司（かたおか ひろし、1959年 - ）は、日本の演出家、テレビプロデューサー。NHK職員。東京都出身。大学では土木工学を専攻していたが、ニューヨークでショービジネスに触れたことで映像を志すようになり、1982年にNHK入局。

## 主な作品
- あめんぼあかいな （1986年）[2]
- 地球をダメにする50のかんたんな方法 （1992年）
- ハイビジョンドラマ 荒俣宏の風水で眠れない （1997年）（同年に「東京龍　トーキョードラゴン」の題で編集版が映画公開）
- 大河ドラマ
  - 元禄繚乱 （1999年）
  - 天地人 （2009年）
- ドラマ家族模様 晴れ着ここ一番 （2000年）
- 大化改新 （2005年1月）
- 連続テレビ小説 風のハルカ （2005年後期）
- ドラマ新銀河
  - これでいいのだ （1994年）
  - いつか見た空 （1996年）
- NHK夜の連続ドラマ（よるドラ） 
  - お見合い放浪記 （2002年）
  - ニコニコ日記 （2003年）
- 特集ドラマ グッジョブ -Good job- （2007年）
- ファイブ （2008年1月5日
- ドラマ10
  - 10年先も君に恋して （2010年）
  - ミストレス〜女たちの秘密〜（2019年）
- 土曜ドラマスペシャル 使命と魂のリミット （2011年11月5日・12日
- NHK BSプレミアム・プレミアムドラマ
  - そこをなんとか （2012年）
  - プレミアムよるドラマ ラスト・ディナー （2012年）
  - 神様の赤ん坊 （2012年12月23日）
- 僕が父親になるまで （2013年3月2日）
- 正月時代劇 桜ほうさら （2014年1月1日）
- 放送90年 大河ファンタジー 「精霊の守り人」（2016年- 2018年、NHK）
- 土曜ドラマ
  - みかづき（2019年）
  - 天使にリクエストを〜人生最後の願い〜（2020年）